# Brackets
Brackets és un editor de pàgines web desenvolupat principalment per l'empresa Adobe Systems (molt coneguda per productes com PostScript, Acrobat Reader, Flash, Photoshop, Premiere, Dreamweaver, etc.). Brackets és un projecte de programari lliure que es distribueix sota la llicència MIT. La primera versió beta de Brackets es va publicar al desembre de 2011. Brackets 1.0 es va publicar el novembre de 2014. Actualment (juny de 2018), es pot descarregar Brackets 1.13, publicada el 18 de juny de 2018. Abans de la versió 1.0 tenia un ritme de desenvolupament molt ràpid (cada mes es publicava una nova versió de Brackets), però des de llavors el ritme de desenvolupament s'ha alentit, fins que finalment l'1 de març de 2021 Adobe Systems n'abandonà el desenvolupament i suggerí una migració a Visual Studio Code.
Aquest editor de text és molt útil, ja que és capaç de detectar la sintaxi de molts llenguatges de programació com el són C, C ++, C #, CSS, Java, HTML, Python, Ruby, XML entre molts altres, a més de comptar amb la funció d'auto completar, que és molt útil a l'hora de programar. També Brackets és molt útil amb els llenguatges de programació interpretats, ja que aquests llenguatges no necessiten un compilador, i això és el que torna a Brackets una eina molt útil i eficient al moment de programar per a web.